# Titus Labienus
Titus Labienus (* um 100 v. Chr.; † 17. März 45 v. Chr.), früher falsch auch als Titus Atius Labienus bezeichnet, war ein römischer Politiker und Befehlshaber. Er war einer der Offiziere Gaius Iulius Caesars, die häufig in dessen Berichten über seine Feldzüge, zum Beispiel Vom gallischen Krieg und Über den Bürgerkrieg, erwähnt werden.

## Aufstieg
Seinen ersten Militärdienst leistete er von etwa 78 v. Chr. bis 74 v. Chr. in Kilikien unter Publius Servilius Vatia Isauricus. 63 v. Chr. klagte Labienus auf Caesars Veranlassung hin den von Marcus Tullius Cicero verteidigten Gaius Rabirius als Mörder des Lucius Appuleius Saturninus an. Im gleichen Jahr betrieb er als Volkstribun ein Plebiszit, das indirekt Caesar die Würde eines pontifex maximus (Cassius Dio 37.37) verschaffte.

## Gallischer Krieg, Erfolge
Titus Labienus diente als Legatus während Caesars gallischem Krieg und übernahm dessen Platz jedes Mal, wenn dieser während der Wintermonate in seine Provinz in Norditalien ging, um von dort die Geschehnisse in Rom zu beeinflussen. Dabei erwarb Labienus sich als Stratege kriegerischen Ruhm und Reichtümer. Seine größten Leistungen in Gallien waren der Sieg über die Treverer unter Indutiomarus 54 v. Chr., sein Feldzug gegen Lutetia (Paris) 52 v. Chr. und sein Sieg über Camulogenus und die Häduer im gleichen Jahr.

## Bürgerkrieg
Beim Ausbruch des Bürgerkriegs 49 v. Chr. war er dennoch einer der ersten, die Caesar auf Einladung der Republikaner verließen, anscheinend nachtragend wegen mangelnder Anerkennung, auch wenn er unter Caesar die Kavallerie befehligt hatte. Mangels aussagekräftiger Quellen kann hierüber jedoch nur spekuliert werden. Er wurde von der Gegenseite willkommen geheißen, brachte aber keine große Armee mit. Er konnte unter Pompeius nicht an seine Erfolge unter Caesar anknüpfen. Nach der Niederlage in der Schlacht von Pharsalos floh er nach Kerkyra, anschließend nach Africa.  Als maßgeblicher Kommandeur der Pompeianer wurde er zu Caesars gefährlichstem Feind. Nach der Niederlage in der Schlacht bei Thapsus schloss er sich dem jüngeren Gnaeus Pompeius in Hispanien an und wurde in der Schlacht von Munda getötet. Sein abgeschlagener Kopf wurde Caesar überbracht.
Sein Sohn war Quintus Labienus.